# 芳野 (松本市)
芳野（よしの）は長野県松本市の市街地の南の町名。丁番を持たない単独町名であり、住居表示実施済み。

## 概要
周辺とともに松本市の副次的中心地（南松本）を構成しており、市の施設を集約した「なんなんひろば」（南部図書館、松南（しょうなん）地区公民館、南部体育館）やキッセイ薬品工業本社、国土交通省長野国道工事事務所松本国道出張所がある。国道19号沿いには郊外型専門店が多い。双葉大通り沿いやJR篠ノ井線沿いには中小規模の店舗がある。宮田製作所（現:モリタ宮田工業）の跡地には公営住宅が多く20~30棟はある。また、近年はマンションも建ち始めている。

## 歴史
- 1979年（昭和54年）7月1日 - 大字芳川野溝の一部を分離して住居表示を実施し、「芳野」となった。

## 世帯数と人口
2018年（平成30年）10月1日現在の世帯数と人口は以下の通りである。
| 町丁 | 世帯数  | 人口  |
| ---- | ------- | ----- |
| 芳野 | 462世帯 | 895人 |

## 道路
- 国道19号

## 施設
- なんなんひろば（南部図書館、松南地区地域づくりセンター、松南地区公民館、松本市青少年ホーム、南部体育館などが入る複合施設）
- ジーユー 南松本店

クスリのアオキ松本芳野店